# 도요스미촌
도요스미촌(豊住村)은 지바현 인바군에 일찍이 존재했던 촌이다. 

## 지리
- 현재의 나리타시에 해당한다.
- 마을은 고원과 평지가 뒤섞인 골짜기가 많은 지형이다.
- 마을은 도네강의 남쪽 기슭에 위치한다.

## 역사
- 1889년 4월 1일 - 정촌제 시행에 의해 시모하부군 도요스미촌이 성립하였다.
- 1897년 4월 1일 - 시모하부군이 폐지되어 인바군이 되었다.
- 1954년 3월 31일 - 나리타정, 하부촌, 나카고촌, 구즈미촌, 고즈촌, 도야마촌과 합병해 나리타시가 성립해, 동일 도요스미촌은 폐지되었다.

## 인구
| 1891년 | 3,452 |
| 1904년 | 3,055 |
| 1917년 | 3,295 |
| 1935년 | 3,004 |
| 1950년 | 3,791 |

## 참고문헌
- 角川日本地名大辞典編纂委員会『角川日本地名大辞典 8 茨城県』、角川書店、1983年 ISBN 4040010809
- 角川日本地名大辞典編纂委員会『角川日本地名大辞典 12 千葉県』、角川書店、1984年 ISBN 4040011201